# Seznam tchajwanských torpédoborců

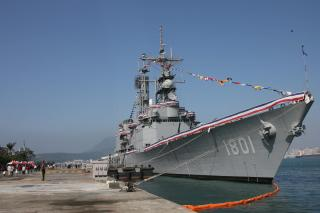
Ťi-lung (DDG-1801)

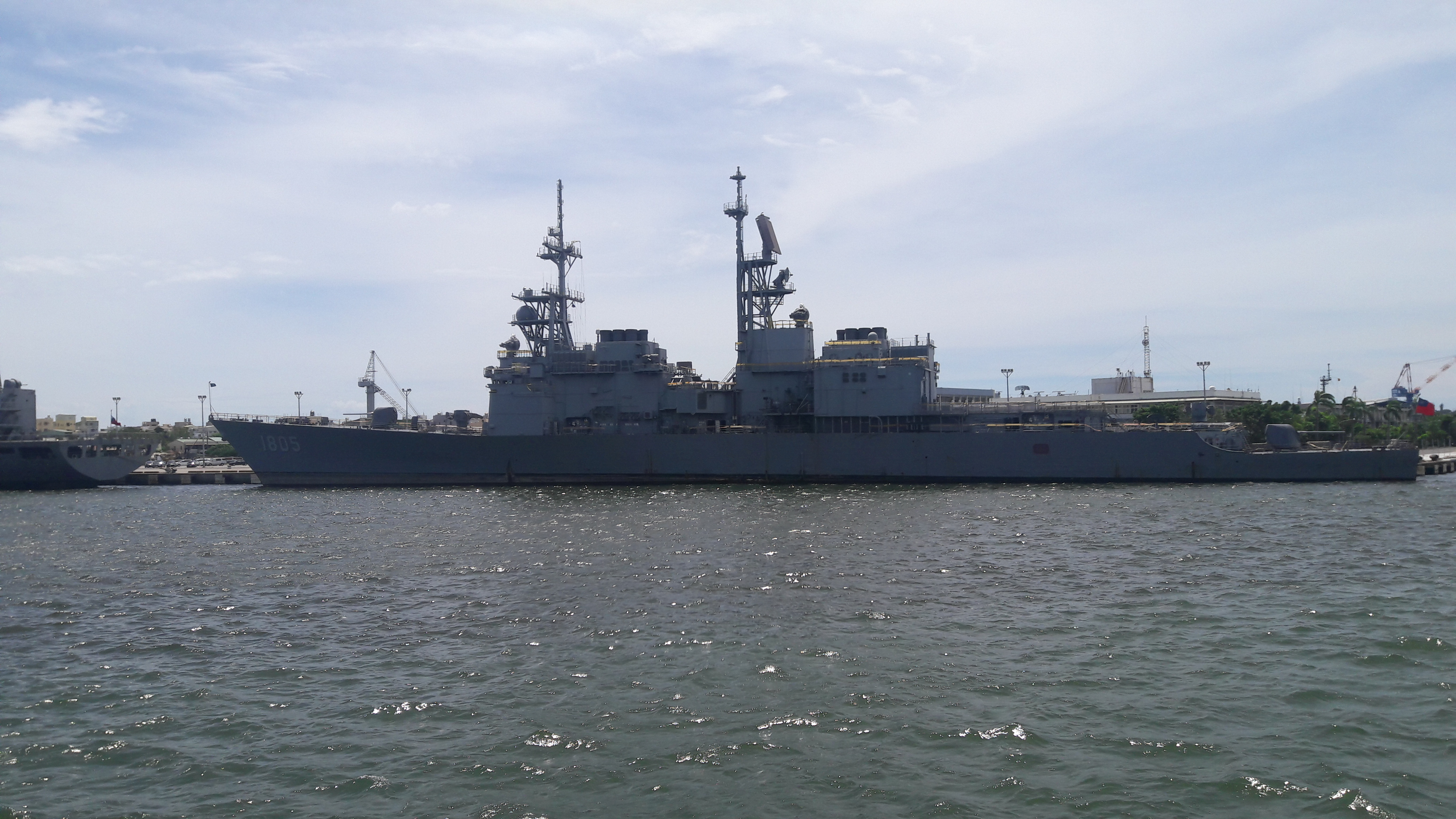
Ma-kung (DDG-1805)

Seznam tchajwanských torpédoborců zahrnuje torpédoborce, které slouží u Námořnictva Čínské republiky.

## Seznam lodí
| Jméno               | Třída   | Zahájení stavby | Spuštění na vodu | Uvedení do služby | Status  |
| ------------------- | ------- | --------------- | ---------------- | ----------------- | ------- |
| Ťi-lung (DDG-1801)  | Ťi-lung | 12. února 1979  | 1. března 1980   | 17. prosince 2005 | aktivní |
| Su-ao (DDG-182)     | Ťi-lung | 23. října 1978  | 1. prosince 1979 | 17. prosince 2005 | aktivní |
| Cuo-jing (DDG-1803) | Ťi-lung | 26. června 1978 | 11. srpna 1979   | 3. listopadu 2006 | aktivní |
| Ma-kung (DDG-1805)  | Ťi-lung | 7. května 1979  | 28. června 1980  | 3. listopadu 2006 | aktivní |